# Альтернативный ритм-н-блюз
Альтернативный ритм-н-блюз, также альтернативный R&B, альт-R&B или инди-R&B (первоначально известный как PBR&B, хипстер-R&B или R-Neg-B) — термин, используемый музыкальными журналистами для описания развивающейся стилистической альтернативы современного R&B.

## Этимология
Термин «альтернативный R&B» использовался в музыкальной индустрии в конце 1990-х годов для маркетинга нео-соул артистов, таких как D'Angelo, Aaliyah, Erykah Badu, Maxwell.
Для обозначения музыкального жанра долгое время шли обсуждения по выбору подходящего термина, несколько критиков описывали музыку под широкой категорией «альтернативный R&B» или «инди-R&B». В первой половине 2010-х, термин «хипстер-R&B» использовался чаще остальных, как и термин «PBR&B» — комбинация слов «PBR» (аббревиатура от Pabst Blue Ribbon, наиболее ассоциируемого c хипстерской субкультурой пива) и R&B. Первое использование «PBR&B» было опубликовано в Твиттере автором блога Sound of the City Эриком Харви 22 марта 2011. Спустя три года, удивлённый и терзаемый тем, как термин, — который подразумевался шуткой, — далеко распространился, Харви написал обширный очерк об этом для Pitchfork. Slate предлагал название «R-Neg-B», с отсылкой к термину англ. negging (акт эмоциональной манипуляции, где манипулятор делает негативные комплименты с целью дальнейшего получения признания его мнения жертвой). Жанр иногда называли «noir&B». Однако такие термины часто критикуются за «втягивание» художников в хипстерскую субкультуру и использование их в насмешливой манере.

## Особенности
Список исполнителей, которых ассоциируют с этим термином, включает в себя таких артистов, как The Weeknd, Теофилус Лондон, How to Dress Well, Мигель, Дженей Айко, Жанель Монэ, Kelela и Фрэнк Оушен. Барри Уолтерс из журнала Spin характеризует их нешаблонный стиль как «что-то среднее между EDM, роком, хип-хопом и коммерческим авангардом R&B» и ссылается на Nostalgia, Ultra и Channel Orange Оушена, Kaleidoscope Dream Мигеля, Love Remains How to Dress Well, Take Care Дрейка и Looking 4 Myself Ашера как на работы в жанре PBR&B. Брэндон Нисман с веб-сайта The Grio заметил «смену людей в R&B с глянцевых, равнодушных сердцеедов на этих ранимых, немного странных индивидуальностей» посреди распространённости в обществе социальных медиа. Нисман нашёл тематику «этих артистов новой волны» вызывающей ощущение близости и даёт такую характеристику:
Множество из музыки наполнено эхом и возвышенно, с частым использованием синтезаторов и фильтрованных барабанов — акустически отдаётся дань винтажному звуку 80-х Принса. Кроме того, по большей части, нет ощущения, что эти артисты продают секс в качестве основного блюда. Ладно, они по-прежнему о нём поют, причём в откровенных деталях, но в той же мере, что и о наркотиках, духовных ценностях или личной философии. Вы не получите такого тематического разнообразия от большинства современных R&B-певцов.
Оригинальный текст (англ.)[A] lot of the production is echo-laden and lofty, often using a lot of synthesizers and filtered drums—sonically giving a nod to Prince’s vintage ’80s sound. Additionally, for the most part, it doesn’t feel as if these artists are selling sex as their main entrée. Granted, they still sing about the topic, and in explicit detail, but it’s in equal proportion to drugs, spirituality and personal philosophies. You don’t get that same diversity in subject matter from the majority of modern R&B singers.
Гермиона Хоби из газеты The Guardian написала, что «музыка спокойно-радикальная», и наблюдала «непрерывный взаимообогащающий диалог между инди- и электронными музыкантами и R&B-артистами.» Геррик Д. Кеннеди из газеты Los Angeles Times написал, что «новое движение напоминает наиболее важное изменение в R&B со времён наступления неосоула в 1990-е годы.»
Блог Stereogum назвал жанр «преходящим увлечением», достигшим своей максимальной точки в начале 2014-го.

## Реакция
Фрэнк Оушен высказался, что ему не нравится, когда его называют «R&B»-музыкантом, так как он не любит ограничиваться каким-либо одним жанром. How to Dress Well не был оскорблён термином «PBR&B», но нашёл его «аляповатым». Напротив, Мигель сказал, что ему «комфортно» с термином «инди-R&B», потому что он «подразумевает высшее искусство. Или же более глубокую или так или иначе более художественную подачу музыки в стиле ритм-н-блюз. Он подразумевает большую художественность внутри жанра, превратившегося в набор клише о самом себе.»
Джозен Каммингс с веб-сайта The Awl отметил расовый аспект термина, откровенно заявив, что «Назвать это „хипстер-R&B“ — тонкий способ намекнуть, что это тот R&B, который нравится белым людям.»
Эрик Харви, писатель, придумавший термин PBR&B, на Pitchfork написал доскональный ответ насчёт его распространения.

## Дополнительные материалы
- Abebe, Nitsuh. PBR&B. New York (14 августа 2011).
- Cabral, Jeanette. PBR&B – A subgenre is born. CBC Music (27 февраля 2012).
- Fennessey, Sean. Love vs. Money: The Weeknd, Frank Ocean, and R&B's Future Shock. The Village Voice Blogs. Village Voice Media (23 марта 2011). Архивировано из оригинала 12 мая 2011 года.